# Communauté de communes Ventoux-Sud
Die Communauté de communes Ventoux-Sud (offizielle Schreibweise: Communauté de communes Ventoux Sud) ist ein französischer Gemeindeverband mit der Rechtsform einer Communauté de communes in den Départements Vaucluse und Drôme der Regionen Provence-Alpes-Côte d’Azur und Auvergne-Rhône-Alpes. Sie wurde am 26. Dezember 2012 gegründet und umfasst 11 Gemeinden. Der Verwaltungssitz befindet sich im Ort Sault. Die Besonderheit ist die Département- und Regions-übergreifende Strukturierung der Gemeinden. Der Gemeindeverband umfasst den südlichen Teil des Mont Ventoux, ein isoliertes Bergmassiv in den Provenzalischen Voralpen.

## Historische Entwicklung
Der Gemeindeverband wurde zum 1. Januar 2013 gegründet. Er ist aus den beiden Gemeindeverbänden Communauté de communes des Terrasses du Ventoux und Communauté de communes du Pays de Sault hervorgegangen.

## Aufgaben
Zu den vorgeschriebenen Kompetenzen gehören die Entwicklung und Förderung wirtschaftlicher Aktivitäten und des Tourismus sowie die Raumplanung auf Basis eines Schéma de Cohérence Territoriale. Der Gemeindeverband betreibt die Straßenmeisterei sowie die Müllabfuhr und -entsorgung. Zusätzlich baut und unterhält der Verband Kultur- und Sporteinrichtungen von gemeindeübergreifender Bedeutung.

## Mitgliedsgemeinden
| Gemeinde                           | Einwohner 1. Januar 2022 | Fläche km² | Dichte Einw./km² | Code INSEE | Postleitzahl | Region                     | Département |
| ---------------------------------- | ------------------------ | ---------- | ---------------- | ---------- | ------------ | -------------------------- | ----------- |
| Aurel                              | 186                      | 28,90      | 6                | 84005      | 84390        | Provence-Alpes-Côte d’Azur | Vaucluse    |
| Blauvac                            | 555                      | 20,80      | 27               | 84018      | 84570        | Provence-Alpes-Côte d’Azur | Vaucluse    |
| Ferrassières                       | 123                      | 29,27      | 4                | 26135      | 26570        | Auvergne-Rhône-Alpes       | Drôme       |
| Malemort-du-Comtat                 | 1.952                    | 11,92      | 164              | 84070      | 84570        | Provence-Alpes-Côte d’Azur | Vaucluse    |
| Méthamis                           | 453                      | 36,81      | 12               | 84075      | 84570        | Provence-Alpes-Côte d’Azur | Vaucluse    |
| Monieux                            | 268                      | 47,12      | 6                | 84079      | 84390        | Provence-Alpes-Côte d’Azur | Vaucluse    |
| Mormoiron                          | 1.882                    | 25,03      | 75               | 84082      | 84570        | Provence-Alpes-Côte d’Azur | Vaucluse    |
| Saint-Christol                     | 1.416                    | 46,08      | 31               | 84107      | 84390        | Provence-Alpes-Côte d’Azur | Vaucluse    |
| Saint-Trinit                       | 120                      | 16,66      | 7                | 84120      | 84390        | Provence-Alpes-Côte d’Azur | Vaucluse    |
| Sault                              | 1.348                    | 111,15     | 12               | 84123      | 84390        | Provence-Alpes-Côte d’Azur | Vaucluse    |
| Villes-sur-Auzon                   | 1.292                    | 27,08      | 48               | 84148      | 84570        | Provence-Alpes-Côte d’Azur | Vaucluse    |
| Communauté de communes Ventoux-Sud | 9.595                    | 400,82     | 24               | –          | –            | –                          | –           |